# Draagbare dvd-speler
Zoals veel apparaten kwam er ook voor de dvd-speler een draagbare variant op de markt. Met zo'n dvd-speler is het mogelijk dvd's te kijken door middel van een accu en een geïntegreerd lcd-scherm, dat kan worden uitgeklapt. Deze lcd-schermen hebben over het algemeen een beeldverhouding van 16:9 en een doorsnede van 17 centimeter. Veel modellen worden geleverd met materiaal om ze aan de hoofdsteunen van de voorstoelen van een auto op te hangen, zodat de passagiers op de achterbank onderweg naar een dvd kunnen kijken.

## Alternatieven
Inmiddels zijn er ook andere apparaten waarmee video kan bekeken zonder beschikking te hebben over het lichtnet. Zo zijn er speciale mediaspelers met een harde schijf. Hierop kan meer video dan op een dvd, en is het ook mogelijk om data over te zetten van de computer naar de harde schijf. Een ander alternatief is de draagbare computer, een notebook. Tegenover de hogere kosten dan een draagbare dvd-speler staat dan wel een veel groter scherm, en meer toepassingen.